# Лисиченко, Виталий Константинович
Виталий Константинович Лисиченко (01 января 1922 — 23 мая 2009) — советский и украинский криминалист, доктор юридических наук, профессор, академик Международной славянской академии наук, заслуженный юрист Украины, участник Великой Отечественной войны.

## Биография
Родился 1 января 1922 года в г. Богуслав Киевской области. После окончания в 1939 году средней школы поступил на юридический факультет Казанского государственного университета имени В. И. Ульянова-Ленина. В 1941 году, сдав экзамены за второй курс университета, Лисиченко В. К. пошел добровольцем защищать Родину.
За годы Великой Отечественной войны Лисиченко В. К., окончивший её в 1945 году в звании гвардии капитана, прошел путь от командира взвода артиллерийской батареи до командира отдельного 4-го противотанкового дивизиона 3-й гвардейской Уманской краснознаменной воздушно-десантной дивизии. Принимал участие в битвах за Москву, Ржев, Курск, Чернигово-Припятской и Корсунь-Шевченковской наступательных операциях. Дивизия, в составе которой воевал Лисиченко В. К., освобождала города: Киев, Умань, Маньковка, Христиновка, Ладыжин, Могилев-Подольский, населенные пункты Молдовы, Румынии (г. Яссы), Венгрии (г. Эгер, г. Мишкольц, г. Будапешт и др.). После третьего тяжелого ранения, полученного им в марте 1945 года в ходе Балатонской оборонительной операции, был признан военно-врачебной комиссией инвалидом второй группы. За проявленные в боях личное мужество и храбрость, стойкость, тактическую грамотность, изобретательность и умелое командование, обеспечивавшее успешные действия вверенного ему артиллерийского подразделения, награждён орденом Отечественной Войны I-й и двумя орденами Отечественной Войны II-й степени, орденом Александра Невского, множеством медалей.
В октябре 1945 года Лисиченко В. К. перевелся на третий курс юридического факультета Киевского государственного университета имени Тараса Шевченко. На последнем курсе обучения, в 1947—1948 годах, Лисиченко В. К. работал консультантом юридического отдела Президиума Верховного Совета УССР.
В 1949 году он перешел на научно-исследовательскую работу в Киевский научно-исследовательский институт судебной экспертизы (КНИИСЭ), в котором работал научным сотрудником, заведующим отделом криминалистических исследований, а в 1951—1962 годах — директором института. Работая в институте в 1960 году, Лисиченко В. К. защитил диссертацию на соискание научной степени кандидата юридических наук на тему «Криминалистическое исследование вещественных доказательств методами, основанными на применении радиоактивных изотопов».
С октября 1962 года работал на юридическом факультете Киевского государственного университета имени Т. Г. Шевченко доцентом, заместителем декана, деканом, профессором кафедры уголовного права.
В 1974 году Лисиченко В. К. защищает диссертацию на соискание научной степени доктора юридических наук на тему «Криминалистическое исследование документов (правовые и методологические проблемы)». В 1974 году ему присвоено ученое звание профессора. С 1976 года по 1986 год — работал первым заведующим впервые созданной по его инициативе в составе юридического факультета этого университета кафедры криминалистики, до 1994 года — профессор этой же кафедры.
В 1992 году Указом Президента Украины Лисиченко В. К. присвоено почетное звание «Заслуженный юрист Украины». Выйдя на заслуженный отдых, ветеран, ученый и педагог Лисиченко В. К. продолжает научно-педагогическую деятельность.
С 1994 по 2000 год — работает профессором кафедры Института подготовки кадров Службы безопасности Украины, позднее Национальной академии Службы безопасности Украины, с 1995 по 1997 год по совместительству — главным научным сотрудником отдела уголовного и исправительно-трудового права Института законодательства Верховной Рады Украины.
В 1997 году он избран академиком Международной славянской академии наук. С октября 2000 года Лисиченко В. К. работает профессором кафедры уголовного права, процесса и криминалистики Национальной академии Государственной налоговой службы Украины и по совместительству профессором кафедры уголовного права и уголовного процесса Национальной академии Службы безопасности Украины. Плодотворную научно-педагогическую деятельность Лисиченко В. К. совмещал с общественной, неоднократно избирался депутатом Радянского райсовета и Киевского городского совета, был председателем комиссии социалистической законности. Долгое время Лисиченко В. К. был членом Научно-методического совета Верховного Суда Украины, членом Комитета ветеранов Украины, членом Президиума Международной славянской академии наук.
На протяжении 40 лет Лисиченко В. К. был заместителем редактора межведомственного сборника «Криминалистика и судебная экспертиза», много лет — членом редколлегий ведомственных научных сборников МВД и СБУ. Научная деятельность Лисиченко В. К. неразрывно связана с его активным участием в подготовке и аттестации научных кадров. Им подготовлено 19 докторов и 33 кандидата юридических наук. Лисиченко В. К. был членом ученых советов Харьковского юридического института, Киевского научно-исследовательского института судебных экспертиз, специализированных ученых советов Академии пограничных войск Украины имени Богдана Хмельницкого, юридического факультета Киевского национального университета имени Тараса Шевченко, Национальной академии Службы безопасности Украины, Национальной академии Государственной налоговой службы Украины, Национальной академии внутренних дел Украины.

## Направления научной деятельности
Результаты 60-летней научно-исследовательской деятельности Лисиченко В. К., отображенные в почти 300 опубликованных им научных работах, среди которых одно авторское свидетельство на изобретение, пять монографий, шесть учебников, восемь учебных пособий, 10 разделов в составе авторских коллективов других научных изданий, ставших весомым вкладом в развитие отечественной юридической науки, свидетельствуют о его разносторонних, фундаментальных, энциклопедических знаниях и таланте ученого. Лисиченко В. К. является основоположником криминалистической радиологии. С его участием была организована система специализированных криминалистических радиологических лабораторий в экспертных подразделениях МВД УССР, успешный опыт работы которых был распространен на всей территории СССР. Предметом его научного интереса являлись понятие и классификация методов криминалистики, использование методов естественных и технических наук в расследовании преступлений и судебной экспертизе, криминалистическое исследование документов, теория судебной экспертизы, правой статистики, криминалистические учения о негативных обстоятельствах в расследовании преступлений, о формах и способах противодействия расследованию преступлений и средствах его преодоления, организационно-правовые основы дознания в Вооруженных силах, проблемы реализации конституционных принципов в уголовном судопроизводстве и др.